# Los Villareales
Los Villareales és una concentració de població designada pel cens dels Estats Units a l'estat de Texas. Segons el cens del 2000 tenia 930 habitants.

## Demografia
Segons el cens del 2000, Los Villareales tenia 930 habitants, 238 habitatges, i 211 famílies. La densitat de població era de 17,5 habitants/km².
Dels 238 habitatges en un 58,4% hi vivien nens de menys de 18 anys, en un 70,6% hi vivien parelles casades, en un 14,7% dones solteres, i en un 11,3% no eren unitats familiars. En el 10,9% dels habitatges hi vivien persones soles el 5,5% de les quals corresponia a persones de 65 anys o més que vivien soles. El nombre mitjà de persones vivint en cada habitatge era de 3,91 i el nombre mitjà de persones que vivien en cada família era de 4,23.
Per edats la població es repartia de la següent manera: un 40,3% tenia menys de 18 anys, un 11,3% entre 18 i 24, un 26,5% entre 25 i 44, un 15,6% de 45 a 60 i un 6,3% 65 anys o més.
L'edat mediana era de 24 anys. Per cada 100 dones de 18 o més anys hi havia 85 homes.
La renda mediana per habitatge era de 18.352 $ i la renda mediana per família de 20.063 $. Els homes tenien una renda mediana de 16.250 $ mentre que les dones 33.594 $. La renda per capita de la població era de 5.763 $. Aproximadament el 39,5% de les famílies i el 45,6% de la població estaven per davall del llindar de pobresa.

## Poblacions més properes
El següent diagrama mostra les poblacions més properes.